# Matilda Gjergji
Matilda Gjergji (* 21. Mai 2003 in Shkodra) ist eine albanische Fußballspielerin.

## Karriere

### Verein
Seit 2017 ist Gjergji für den Verein KFF Vllaznia Shkodra aktiv.

### Nationalmannschaft
Seit 2021 spielt sie für die Albanische Fußballnationalmannschaft der Frauen als Abwehrspieler. Sie debütierte am 25. November 2021 bei einem Spiel gegen Norwegen. Stand 2023 absolvierte sie drei Länderspiele.

## Privates
Gjergji nennt die Fußballspielerin Arbiona Bajraktari als Einfluss auf ihre Fußballkarriere.